# Lars Mikkelgaard-Jensen
Lars Mikkelgaard-Jensen (født 5. august 1954) var administrerende direktør for IBM Danmark indtil 2014 og bestyrelsesformand indtil 2019. 
Han er uddannet cand. polit. og blev ansat i IBM i 1983. Inden udnævnelsen til administrerende direktør i 2004 var han ansvarlig for IBM's Business Partner-forretning i Norden, og før det ledede han afdelingen med nordisk ansvar for IBM's store kunder inden for handel, distribution og transport. Endvidere har han haft en række lederjobs i IBM og var i 1995-96 udstationeret ved IBM's europæiske hovedkontor i Paris.
Lars Mikkelgaard-Jensen blev i september 2019 valgt til bestyrelsesformand for Sydbank og har været medlem af bankens bestyrelse siden april 2015.
Lars Mikkelgaard-Jensen var i peroden 2012-2017 formand for Dansk Industri, og har derudover haft en række tillidsposter og er i dag udover formand for Sydbank også bestyrelsesmedlem i Grønbech & Sønner. Han blev i 2012 optaget i Kraks Blå Bog.

## Tillidsposter
- Sydbank bestyrelsesformand ( 2019-
- Sydbank bestyrelsesmedlem ( 2015-
- Grønbech & Sønner bestyrelsesmedlem ( 2016-
- Industriens Pension bestyrelsesmedlem ( 2016-2024)
- Dansk Industri bestyrelsesformand ( 2012-2017)
- Dansk Design Center - bestyrelsesformand  (2012-2016 )
- Erhvervsministeriet - bestyrelsesmedlem, Vækstfonden (2010-2016)
- Dansk Industri - medlem af erhvervspolitisk udvalg (2007-2017 )
- Videnskabsministeriet - formand for Rådet for Teknologi og Innovation (2005 - 2012)
- Dansk Industri medlem af forretningsudvalget (2005 - 2011)
- Erhvervsministeriet - bestyrelsesmedlem, Program for Brugerdreven Innovation (2007 - 2009)
- Undervisningsministeriet - medlem af "Kaffeklubben for IT-kompetencer" (2006 - 2009)
- Undervisningsministeriet - medlem af IT-ekspertpanelet (2007 - 2010)
- Ligestillingsministeriet - ambassadør for flere kvindelige topledere (2007 - 2009)
- Alexandra Instituttet - bestyrelsesmedlem (2004 – 2006)